# 屈曲花
屈曲花（学名：Iberis amara）是十字花科屈曲花属的植物。分布于西欧以及中国大陆等地，目前已由人工引种栽培。

## 别名
珍珠球（北京）